# Vittinge församling
Vittinge församling är en församling i Upplands västra kontrakt i Uppsala stift. Församlingen ligger i Heby kommun i Uppsala län och utgör ett eget pastotat.

## Administrativ historik
Församlingen har medeltida ursprung och har utgjort och utgör ett eget pastorat.

## Kyrkor
- Vittinge kyrka